# Bosque del Cedro
Pour les articles homonymes, voir Bosque.

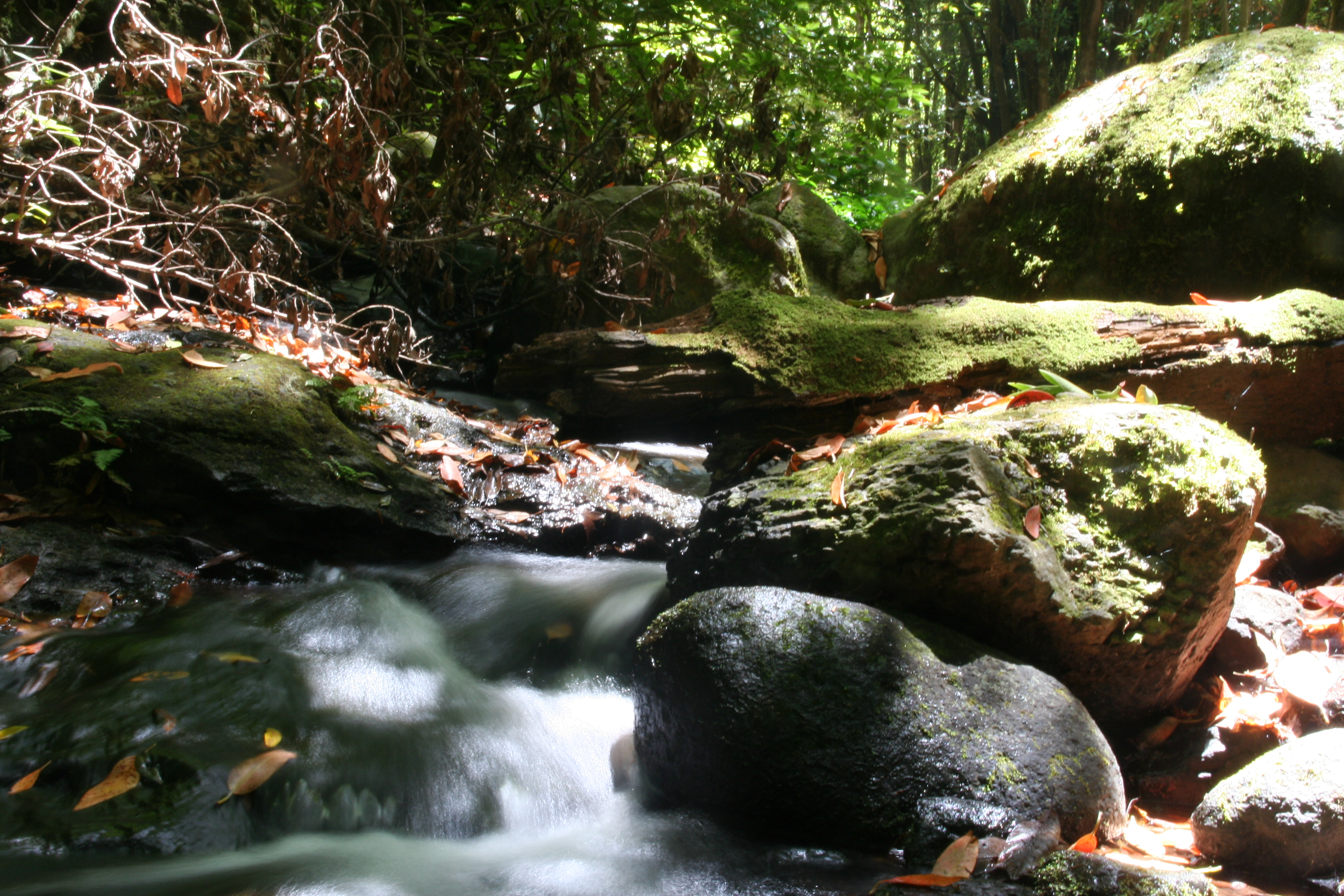
Vallée au Bosque del Cedro.

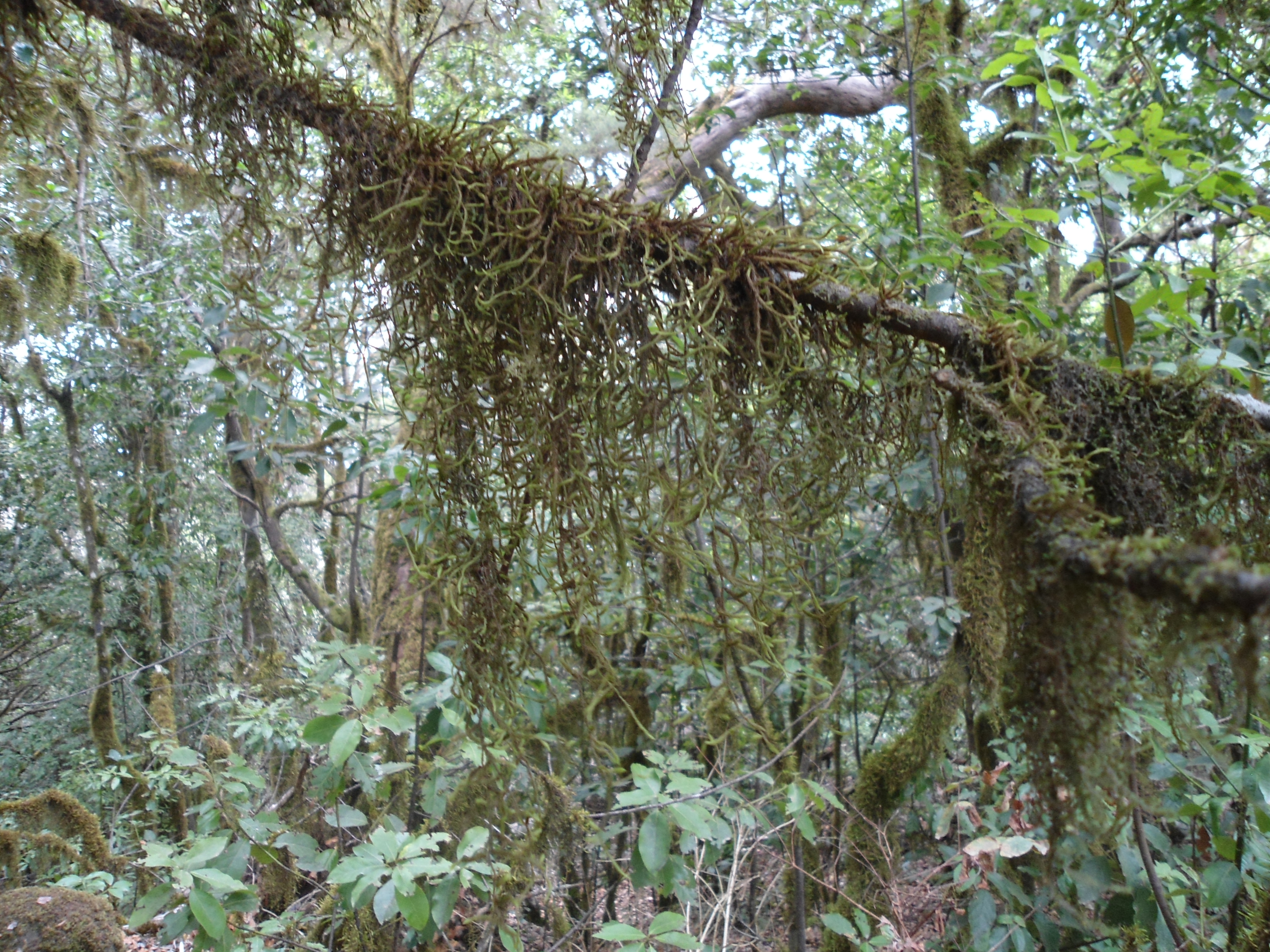
Forêt moussue du Bosque del Cedro

Le Bosque del Cedro est une forêt humide de l'île de la Gomera dans l'archipel des Canaries (Espagne).

## Situation
Le Bosque del Cedro fait partie du Parc national de Garajonay repris sur la liste du Patrimoine mondial de l'UNESCO. Il se situe au nord-est de ce parc et fait partie de la commune de Hermigua.

## Description
Dans le parc national de Garajonay, le Bosque del Cedro est considéré comme un des endroits les plus représentatifs de la laurisilva (forêt humide composée de plusieurs espèces à feuilles pérennes qui couvrait pratiquement toute l'Europe au Tertiaire) et un des lieux les plus appréciés par les visiteurs.

## Visite
Plusieurs circuits balisés de distances variées peuvent être parcourus par les randonneurs. Il existe même un parcours d'environ 2 km qui peut être réalisé à vitesse très réduite en voiture sur une surface dallée pour aboutir au hameau d'El Cedro (29 habitants).